# Una herencia de París
Una herencia de París és una pel·lícula espanyola dirigida per Miguel Pereyra amb un guió basat en la novel·la Tú eres él de Laura de Cominges. Fou estrenada al Cine Imperial de Madrid el 3 de novembre de 1944. Fou una de les primeres pel·lícules en les que va participar Lola Flores.

## Sinopsi
Delia ha de demostrar la seva identitat a fi de cobrar una herència i per a això es trasllada des de l'Argentina a París amb el seu marit, el frívol Horacio, que mor durant el viatge.

## Repartiment
- Gabriel Algara
- Florencia Bécquer
- Modesto Cid
- Tony D'Algy
- Amaya de Vargas
- Lola Flores
- Josefina de la Torre
- Rafaela Satorrés

## Premis
El 6 de juliol de 1944 la pel·lícula va aconseguir un premi econòmic de 100.000 ptes, als premis del Sindicat Nacional de l'Espectacle de 1944.